# Erik Esbjörnsson
Erik Esbjörnsson, född 1979 i Lund, är en svensk journalist bosatt i Nairobi och sedan 2010 Dagens Nyheters korrespondent i Afrika.
Erik Esbjörnsson har en journalistutbildning från Skurups folkhögskola. Han har tidigare arbetat på Dagens Nyheters stockholmsredaktion, webbtidningen E24 och tidningen Resumé.